# Свети Сергий (тържище)
Тържището Свети Сергий (на латински: St. Sergius; на сръбски: Свети Срђ) или Свети Сергий и Вакх се е намирало в Зета около едноименния бенедектински манастир Свети Сергий и Вакх на левия бряг на река Бояна - в близост до Шкодра (9.7 km). 